# Factor de capacitat (electricitat)

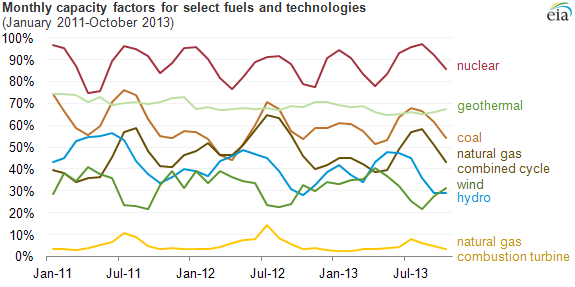
Factors de capacitat mensuals de l'EIA dels EUA 2011-2013

El factor de capacitat neta és la relació sense unitats entre la producció d'energia elèctrica real durant un període de temps determinat i la producció d'energia elèctrica màxima teòrica durant aquest període. La producció energètica màxima teòrica d'una instal·lació determinada es defineix com la deguda al seu funcionament continu a plena capacitat durant el període pertinent. El factor de capacitat es pot calcular per a qualsevol instal·lació productora d'electricitat, com ara una central elèctrica que consumeix combustible o una que utilitza energies renovables, com ara el vent, el sol o les instal·lacions hidroelèctriques. El factor de capacitat mitjà també es pot definir per a qualsevol classe d'aquestes instal·lacions i es pot utilitzar per comparar diferents tipus de producció d'electricitat.
La producció d'energia real durant aquest període i el factor de capacitat varien molt en funció d'una sèrie de factors. El factor de capacitat no pot superar mai el factor de disponibilitat ni el temps de funcionament durant el període. El temps de funcionament es pot reduir a causa, per exemple, de problemes de fiabilitat i manteniment, programat o no programat. Altres factors inclouen el disseny de la instal·lació, la seva ubicació, el tipus de producció d'electricitat i, amb això, el combustible que s'utilitza o, en el cas de les energies renovables, les condicions meteorològiques locals. A més, el factor de capacitat pot estar subjecte a restriccions reguladores i forces del mercat, cosa que pot afectar tant la compra de combustible com la venda d'electricitat.
El factor de capacitat sovint es calcula sobre una escala de temps d'un any, fent la mitjana de la majoria de les fluctuacions temporals. Tanmateix, també es pot calcular durant un mes per obtenir informació sobre les fluctuacions estacionals. Alternativament, es pot calcular al llarg de la vida útil de la font d'energia, tant mentre està en funcionament com després del desmantellament. Un factor de capacitat també es pot expressar i convertir en hores de plena càrrega.

## Definició
{\displaystyle {\text{Capacity factor}}={\frac {{\text{Annual generation}}\ {\text{MW}}{\cdot }{\text{h}}}{(365\ {\text{days}})\times (24\ {\text{hours/day}})\times ({\text{Nameplate capacity}}\ {\text{MW}})}}.}

## Càlculs d'exemple

### Central nuclear

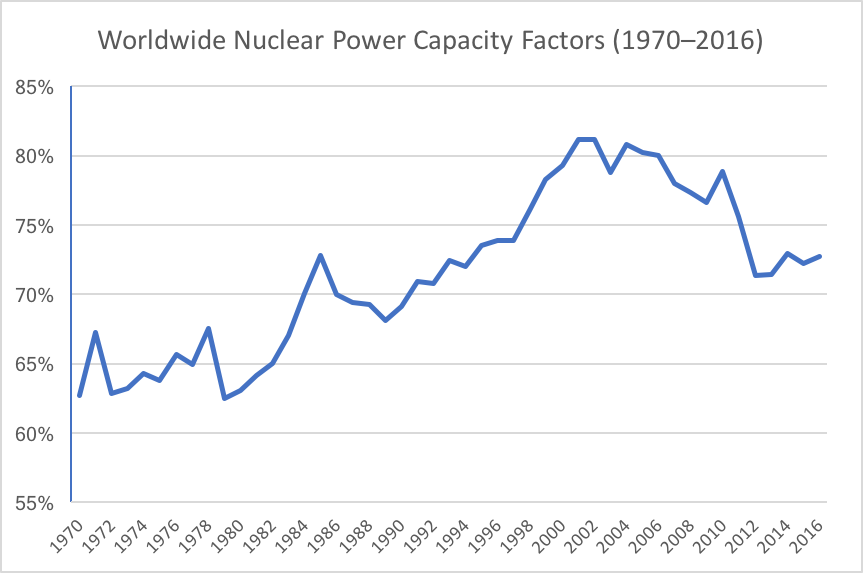
Factors de capacitat de l'energia nuclear a tot el món

Les centrals nuclears es troben a l'extrem superior del rang de factors de capacitat, idealment reduïts només pel factor de disponibilitat, és a dir, el manteniment i el reabastecimiento. La central nuclear més gran dels Estats Units, la central nuclear de Palo Verde, té una capacitat nominal de 3.942 MW reactors entre els seus tres reactors.3.942 MW. El 2010 la seva generació anual va ser 31.200.000 MWh, que porta a un factor de capacitat de {\displaystyle {\frac {31\,200\,000\ {\text{MW}}{\cdot }{\text{h}}}{(365\ {\text{days}})\times (24\ {\text{hours/day}})\times (3942\ {\text{MW}})}}=0.904=90.4\%.}
Cadascun dels tres reactors de Palo Verde es reomple cada 18 mesos, amb un reomplenement cada primavera i tardor. El 2014, es va completar un reabastecimiento de combustible en un temps rècord de 28 dies, en comparació amb els 35 dies d'inactivitat als quals correspon el factor de capacitat del 2010.
El 2019, Prairie Island 1 va ser la unitat dels EUA amb el factor més alt i va arribar al 104,4%.

### Parc eòlic
El parc eòlic marí danès Horns Rev 2 té una capacitat nominal de 209,3 MW. A January 2017  n'ha produït 6416 GWh des de la seva posada en marxa 7 anys enrere, és a dir, una producció mitjana anual de 875 GWh/any i un factor de capacitat de
{\displaystyle {\frac {875\,000\ {\text{MW}}{\cdot }{\text{h}}}{(365\ {\text{days}})\times (24\ {\text{hours/day}})\times (209.3\ {\text{MW}})}}=0.477=47.7\%.}
Els llocs amb factors de capacitat més baixos es poden considerar factibles per a parcs eòlics, per exemple, el terrestre amb capacitat de 1 GW a Fosen Vind, que el 2017 està en construcció a Noruega, té un factor de capacitat projectat del 39%. Els càlculs de viabilitat poden veure's afectats per l'estacionalitat. Per exemple, a Finlàndia, el factor de capacitat durant els freds mesos d'hivern és més del doble en comparació amb el juliol. Mentre que la mitjana anual a Finlàndia és del 29,5%, l'alta demanda d'energia de calefacció es correlaciona amb el factor de capacitat més alt durant l'hivern.
Alguns parcs eòlics terrestres poden assolir factors de capacitat superiors al 60%, per exemple, la planta de 44 MW, Eolo a Nicaragua va tenir una generació neta de 232.132 GWh el 2015, equivalent a un factor de capacitat del 60,2%, mentre que els factors de capacitat anuals dels Estats Units del 2013 al 2016 oscil·len entre el 32,2% i el 34,7%.
Com que el factor de capacitat d'un aerogenerador mesura la producció real en relació amb la producció possible, no està relacionat amb el coeficient de Betz de 16/27 ≈ 59.3%, que limita la producció respecte a l'energia disponible al vent.

### Presa hidroelèctrica
La presa de les Tres Gorges a la Xina, construïda el 2017, és, amb una capacitat nominal de 22.500 MW, la central elèctrica més gran del món per capacitat instal·lada. El 2015 va generar 87 TWh, amb un factor de capacitat de{\displaystyle {\frac {87\,000\,000\ {\text{MW}}{\cdot }{\text{h}}}{(365\ {\text{days}})\times (24\ {\text{hours/day}})\times (22\,500\ {\text{MW}})}}=0.45=45\%.}La presa Hoover té una capacitat nominal de 2080 MW i una generació anual mitjana de 4,2 TW·h. (La generació anual ha variat entre un màxim de 10.348 TW·h el 1984, i un mínim de 2,648 TW·h el 1956.) Prenent la xifra mitjana de la generació anual, s'obté un factor de capacitat de
{\displaystyle {\frac {4\,200\,000\ {\text{MW}}{\cdot }{\text{h}}}{(365\ {\mbox{days}})\times (24\ {\mbox{hours/day}})\times (2080\ {\mbox{MW}})}}=0.23=23\%.}

### Central fotovoltaica
En el rang baix de factors de capacitat es troba la central fotovoltaica, que subministra energia a la xarxa elèctrica des d'un sistema fotovoltaic a gran escala (sistema FV). Un límit inherent al seu factor de capacitat prové del seu requisit de llum diürna, preferiblement amb un sol sense obstruccions de núvols, fum o boira, ombra dels arbres i estructures d'edificis. Com que la quantitat de llum solar varia tant segons l'hora del dia com les estacions de l'any, el factor de capacitat es calcula normalment anualment. La quantitat de llum solar disponible ve determinada principalment per la latitud de la instal·lació i la cobertura de núvols local. La producció real també es veu influenciada per factors locals com la pols i la temperatura ambient, que idealment hauria de ser baixa. Com per a qualsevol central elèctrica, la producció màxima d'energia possible és la capacitat nominal multiplicada pel nombre d'hores en un any, mentre que la producció real és la quantitat d'electricitat subministrada anualment a la xarxa.
Per exemple, el projecte solar Agua Caliente, situat a Arizona, prop del paral·lel 33 i guardonat per la seva excel·lència en energies renovables, té una capacitat nominal de 290 MW i una producció mitjana anual real de 740 GWh/any. El seu factor de capacitat és, doncs, {\displaystyle {\frac {740\,000\ {\text{MW}}{\cdot }{\text{h}}}{(365\ {\text{days}})\times (24\ {\text{hours/day}})\times (290\ {\text{MW}})}}=0.291=29.1\%.}El parc energètic de Lauingen, situat a Baviera, prop del paral·lel 49, aconsegueix un factor de capacitat significativament inferior. Amb una capacitat de placa de 25,7 MW i una producció mitjana anual real de 26,98 GWh/any té un factor de capacitat del 12,0%.

## Determinants del factor de capacitat d'una planta
Hi ha diverses raons per les quals una planta podria tenir un factor de capacitat inferior al 100%. Aquests inclouen restriccions tècniques, com ara la disponibilitat operativa {\textstyle A_{o}} de la planta (conegut com a factor de disponibilitat per als generadors d'electricitat), raons econòmiques i disponibilitat d'un recurs energètic.
Una planta pot estar fora de servei o funcionar a producció reduïda durant una part del temps a causa d'avaries dels equips o manteniment rutinari. Això representa la major part de la capacitat no utilitzada de les centrals elèctriques de càrrega base. Les plantes de càrrega base solen tenir costos baixos per unitat d'electricitat perquè estan dissenyades per a una màxima eficiència i funcionen contínuament a alta potència. Les centrals geotèrmiques, les centrals nuclears, les centrals de carbó i les plantes de bioenergia que cremen material sòlid gairebé sempre funcionen com a plantes de càrrega base, ja que poden ser difícils d'ajustar a la demanda.
Una planta també pot tenir la seva producció reduïda o deixada inactiva intencionadament perquè l'electricitat no es necessita o perquè el preu de l'electricitat és massa baix per fer que la producció sigui econòmica. Això explica la major part de la capacitat no utilitzada de les centrals elèctriques en punta i les centrals elèctriques de seguiment de la càrrega. Les plantes en punt màxim poden funcionar només unes hores a l'any o fins a diverses hores al dia. Moltes altres centrals elèctriques només funcionen a certes hores del dia o de l'any a causa de la variació de les càrregues i els preus de l'electricitat. Si una planta només es necessita durant el dia, per exemple, fins i tot si funciona a màxima potència de 8.00 a 20.00 cada dia (12 hores) durant tot l'any, només tindria un factor de capacitat del 50%. A causa dels baixos factors de capacitat, l'electricitat de les centrals elèctriques en punt de màxima producció és relativament cara perquè la generació limitada ha de cobrir els costos fixos de la planta.
Una tercera raó és que una planta pot no tenir el combustible disponible per funcionar tot el temps. Això es pot aplicar a les centrals generadores de combustibles fòssils amb subministraments restringits, però s'aplica sobretot als recursos renovables intermitents. L'energia solar fotovoltaica i els aerogeneradors tenen un factor de capacitat limitat per la disponibilitat del seu "combustible", la llum solar i el vent respectivament. Una central hidroelèctrica pot tenir un factor de capacitat inferior al 100% a causa de la restricció o l'escassetat d'aigua, o la seva producció pot estar regulada per adaptar-se a la necessitat d'energia actual, conservant l'aigua emmagatzemada per a un ús posterior.
Els governs difereixen en la seva disposició a acceptar els riscos de talls de corrent i la manca de resiliència contra desastres naturals i atacs militars a les xarxes elèctriques. Exemples d'esdeveniments històrics que afecten la resiliència de la xarxa elèctrica són la campanya aèria de la Guerra del Golf de 1991 contra infraestructures civils, el pirateig informàtic a la xarxa elèctrica d'Ucraïna de 2015, la crisi elèctrica de Texas de 2021 i els atacs russos contra infraestructures ucraïneses (2022-actualitat). Una baixa tolerància al risc pot requerir una sobreconstrucció més significativa de les xarxes elèctriques per mitigar els costos potencials de les interrupcions i els talls de la xarxa elèctrica, cosa que afectarà tecnologia per tecnologia la quantitat de reducció de la generació necessària en condicions normals de la xarxa.
Altres motius pels quals una central elèctrica pot no tenir un factor de capacitat del 100% inclouen restriccions o limitacions en els permisos d'aire i limitacions en la transmissió que obliguen la central a reduir la producció.

## Factor de capacitat de les energies renovables

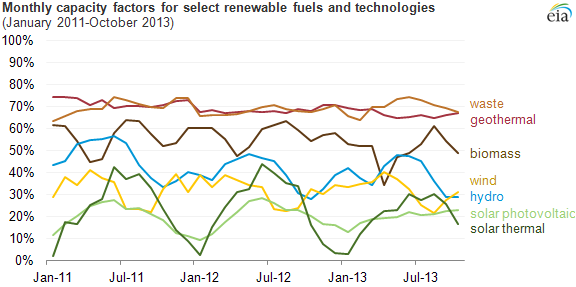
Factors de capacitat mensuals de l'EIA dels EUA per a energies renovables, 2011-2013

Per a les fonts d'energia renovables com l'energia solar, l'energia eòlica i la hidroelectricitat, la raó principal de la reducció del factor de capacitat és generalment la disponibilitat de la font d'energia. La planta pot ser capaç de produir electricitat, però el seu "combustible" ( vent, llum solar o aigua) pot no estar disponible. La producció d'una central hidroelèctrica també es pot veure afectada pels requisits per evitar que el nivell de l'aigua pugi o baixi massa i per proporcionar aigua als peixos aigües avall. Tanmateix, les plantes solars, eòliques i hidroelèctriques tenen factors de disponibilitat elevats, de manera que quan tenen combustible disponible, gairebé sempre són capaces de produir electricitat.
Quan les centrals hidroelèctriques tenen aigua disponible, també són útils per al seguiment de la càrrega, a causa de la seva alta capacitat de distribució. Els operadors d'una central hidroelèctrica típica poden portar-la d'un estat d'aturada a plena potència en només uns minuts.
Els parcs eòlics són variables, a causa de la variabilitat natural del vent. Per a un parc eòlic, el factor de capacitat ve determinat per la disponibilitat de vent, l'àrea escombrada de la turbina i la mida del generador. La capacitat de la línia de transmissió i la demanda d'electricitat també afecten el factor de capacitat. Els factors de capacitat típics dels parcs eòlics actuals es troben entre el 25 i el 45%.  Al Regne Unit, durant el període de cinc anys comprès entre el 2011 i el 2019, el factor de capacitat anual per a l'energia eòlica va ser superior al 30%.
L'energia solar és variable a causa de la rotació diària de la Terra, els canvis estacionals i la cobertura de núvols. Per exemple, el Districte Municipal de Serveis Públics de Sacramento va observar un factor de capacitat del 15% el 2005. Tanmateix, segons el programa SolarPACES de l'Agència Internacional de l'Energia (AIE), les plantes d'energia solar dissenyades per a la generació exclusivament solar s'adapten bé a les càrregues màximes del migdia d'estiu en zones amb demandes de refrigeració importants, com ara Espanya o el sud-oest dels Estats Units,  tot i que en alguns llocs l'energia solar fotovoltaica no redueix la necessitat de generació de millores de xarxa, ja que la demanda màxima de l'aire condicionat sovint es produeix a última hora de la tarda o al vespre, quan la producció solar es redueix.  SolarPACES afirma que mitjançant l'ús de sistemes d'emmagatzematge d'energia tèrmica, els períodes de funcionament de les estacions d'energia solar tèrmica (CSP) es poden ampliar per tal que siguin despatxables (seguiment de càrrega).
L'energia geotèrmica té un factor de capacitat més alt que moltes altres fonts d'energia, i els recursos geotèrmics generalment estan disponibles tot el temps.

## Factors de capacitat per font d'energia

### A tot el món
- Energia nuclear 88,7% (mitjana de les centrals dels EUA entre 2006 i 2012).[15]
- Hidroelectricitat, mitjana mundial del 44%, rang del 10–99% depenent de la disponibilitat d'aigua (amb o sense regulació mitjançant presa d'emmagatzematge).
- Parcs eòlics 21–52% (a partir del 2022).[16]
- Solar CSP amb emmagatzematge i suport de gas natural a Espanya 63%,[17] Califòrnia 33%.[18]
- Solar fotovoltaica a Alemanya 10%, Arizona 19%,[19][20] Massachusetts 13,35% (mitjana de 8 anys a juliol de 2018).